# ОШ „Вук Стефановић Караџић” Крагујевац
ОШ „Вук Стефановић Караџић” једна је од основних школа у Крагујевцу. Налази се у улици Чегарска 3.

## Историјат
Основна школа „Вук Стефановић Караџић” је основана 1968. године као издвојено одељење Основне школе „Ђура  Јакшић” која је тада била једина основна школа на подручју Пиваре и Бреснице. Радила је у згради са осам учионица, малом наставничком канцеларијом, зубном амбулантом, просторијом за помоћне раднике, кухињом и трпезаријом са двадесет четири одељења у три смене. Грађевинско предузеће „Казимир Вељковић” је 10. октобра 1978. започело радове на проширивању простора, тај датум се данас обележава као Дан школе. Када су радови завршени садржали су осамнаест учионица, библиотеку са читаоницом, наставничку канцеларију, осам припремних просторија за наставнике, пет мањих канцеларија, фискултурну салу са свлачионицама, базен са купатилима, просторију за ђачку задругу, фото–лабораторију, кухињу и трпезарију, зубну амбуланту, котларницу, склониште и пратеће санитарно–хигијенске просторије. Као самостална школа почиње са радом 23. априла 1979. под називом „Иво Лола Рибар”. У њеном саставу од самог почетка послује и обданиште чија је зграда у близини школе, саграђена 1968, радила је у саставу Основне школе „Ђура Јакшић”. Године 1985. се издваја и прикључује Дечјем обданишту „Нада Наумовић”. Спортски терени у школском дворишту за кошарку и рукомет укупне површине 2688m² су изграђени 1985—1986, као и саобраћајни полигон, а терен за одбојку је обележен 2002. Године 1989. је отпочета доградња крова према пројекту Љубодрага Гајовића, школа је добила пет нових учионица и медијатеку од 130m². Под данашњим називом Основна школа „Вук Стефановић Караџић” ради од 25. августа 1992. У њеном саставу су подручна одељења у Трмбасу и Букуровцу.